# Episodi di Vicious (seconda stagione)
La seconda stagione della serie televisiva Vicious è stata trasmessa in prima visione nel Regno Unito dal 1º giugno al 6 luglio 2015 su ITV.
| n° | Titolo originale | Titolo italiano | Prima TV UK    | Prima TV Italia |
| -- | ---------------- | --------------- | -------------- | --------------- |
| 1  | Sister           |                 | 1 giugno 2015  | inedita         |
| 2  | Gym              |                 | 8 giugno 2015  | inedita         |
| 3  | Ballroom         |                 | 15 giugno 2015 | inedita         |
| 4  | Stag Do          |                 | 22 giugno 2015 | inedita         |
| 5  | Flatmates        |                 | 29 giugno 2015 | inedita         |
| 6  | Wedding          |                 | 6 luglio 2015  | inedita         |